# Šerići (Jajce, BiH)
Šerići su naseljeno mjesto u općini Jajce, Federacija Bosne i Hercegovine, BiH.
Nalazi se oko 10 kilometara jugoistočno od Jajca.

## Stanovništvo

### 1991.
Nacionalni sastav stanovništva 1991. godine, bio je sljedeći:
ukupno: 237
- Muslimani - 164
- Srbi - 71
- Jugoslaveni - 2

### 2013.
Nacionalni sastav stanovništva 2013. godine, bio je sljedeći:
ukupno: 78
- Bošnjaci - 78

## Vanjske poveznice
- Satelitska snimka  Arhivirana inačica izvorne stranice od 12. ožujka 2021. (Wayback Machine)